# 엘리 게라
엘리 게라(Ely Guerra, 1972년 2월 13일 ~ )는 멕시코의 싱어송라이터이다. 2010년 앨범 Hombre Invisible 로 라틴 그래미상 베스트 얼터너티브 앨범 뮤직 부문에서 수상했다.